# Ambonglasögonfågel
Ambonglasögonfågel (Zosterops kuehni) är en fågel i familjen glasögonfåglar inom ordningen tättingar.

## Utseende och läte
Ambonglasögonfågel är en liten tätting med en tydlig vit ögonring, grönt på ansikte och ovansida, bjärt gul strupe, vit buk och gult under stjärten. Den skiljs från sångglasögonfågel och gulbukig glasögonfågel genom den vita buken och från seramglasögonfågel genom grönt i ansiktet och på hjässans främre del. Sången består av en snabb men behaglig ramsa. Även genomträngande "tzew" kan höras.

## Utbredning och systematik
Fågeln förekommer i södra Moluckerna (Seram och Ambon). Den behandlas som monotypisk, det vill säga att den inte delas in i några underarter.

## Levnadssätt
Ambonglasögonfågel hittas i låglänta områden i skogar, skogsbryn, trädgårdar och sparsamt beskogade områden. Den ses i par eller smågrupper.

## Status
Ambonglasögonfågeln har ett litet utbredningsområde, men inga hot mot den tros föreligga. IUCN kategoriserar arten som livskraftig.

## Namn
Fågelns vetenskapliga artnamn hedrar Heinrich Kühn (1860–1906), tysk upptäcktsresande och samlare av specimen i Ostindien.